# إيدي سكارف
إيدي سكارف (بالإنجليزية: Eddie Scarf) (3 نوفمبر 1908 – 7 يناير 1980) هو ملاكم أسترالي راحل، مثّل بلاده في الألعاب الأولمبية الصيفية في دورتي 1932 و1936.

## روابط خارجية
إيدي سكارف على موقع قاعدة بيانات المصارعة الدولية (الإنجليزية)
- إيدي سكارف على موقع أوليمبيديا (الإنجليزية)
- إيدي سكارف على موقع اللجنة الأولمبية الأسترالية (الإنجليزية)
- إيدي سكارف على موقع اتحاد ألعاب الكومنولث (مؤرشف) (الإنجليزية)